# Кастерпалу, Райт
Райт Кастерпалу (эст. Rait Kasterpalu; 1 сентября 1987) — эстонский футболист, правый полузащитник.

## Биография
Воспитанник клуба «Флора» (Кехтна). На взрослом уровне начинал играть в низших лигах Эстонии за «Лелле СК», затем в первой лиге за «Тервис» (Пярну).
В 2005 году перешёл в клуб высшего дивизиона «Валга». Дебютный матч в чемпионате сыграл 3 апреля 2005 года против «Тулевика», заменив на 88-й минуте Кристиана Мармора. Первый гол забил 24 апреля 2005 года в ворота «Меркуура». 7 августа 2005 года в игре против таллинского «Динамо» сделал хет-трик. Всего за сезон забил 10 голов в 30 матчах и стал лучшим снайпером «Валги».
В 2006 году перешёл в другой клуб высшего дивизиона — «Тулевик» (Вильянди), где только в первом сезоне был стабильным игроком основного состава, сыграв за год 30 матчей, а в последующих сезонах редко появлялся на поле. В 2011 году на базе «Тулевика» был образован клуб «Вильянди», футболист сыграл за него два матча на старте сезона в высшей лиге и покинул клуб.
Всего в высшем дивизионе Эстонии сыграл 92 матча и забил 12 голов.
С апреля 2011 года и до конца карьеры выступал на любительском уровне за клубы низших дивизионов. Также участвовал в матчах высшего дивизиона Эстонии по футзалу.
Вызывался в сборные Эстонии младших возрастов, где провёл не менее 8 матчей.